# Аница Савић Ребац (антологијска едиција)
Аница Савић Ребац је сто деветнаеста штампана књига десетог кола у антологијској едицији Десет векова српске књижевности, објављена 2019. године у издању Издавачког центра Матице Српске у Новом Саду.

## Антологијска едиција
Књига Аница Савић Ребац је сто деветнаеста књига објављена у едицији Десет векова српске књижевности и преставља део пројекта од националног значаја који је започет у Издавачком центру Матице Српске 2007. године. Књигу је приредио Саша Радојчић, док је главни и одговорни уредник едиције српски књижевник и академик Миро Вуксановић.
Као и свака књига у Антологијиској едицији уз одабране текстове има предговор, хронологију живота и рада писца, библиографски прилог, напомене приређивача и изабрани текст критичара. Књига је у једнообразној опреми, у тврдом повезу, прикладног облика и обима, на тонираном папиру, уз електронску верзију (ЦД) с одговарајућим дизајном и заштитом.
У десетом колу антологијске едиције Десет векова српске књижевности који чини 10 књига, осим књиге Аница Савић Ребац (књ. 119), објављене су и Александар Пишчевић, Сава Текелија, Анка Обреновић (књ. 19), Павле Соларић, Јован Дошеновић, Јован Пачић (књ. 23), Јован Хаџић, Јован Суботић, Василије Суботић (књ. 27), Лазар Комарчић, Пера Тодоровић (књ. 37), Милован Глишић, Радоје Домановић (књ. 39), Милорад Павић (књ. 81), Новица Тадић (књ. 100), Знакови поред пута Иве Андрића (књ. 115), Радомир Костантиновић (књ. 78).

## О књизи
У Предговору под насловом Аница Савић Ребац: Мистицизам љубави Саша Радојчић пише о Аници Сацић Ребац као песникињи, њеним првим објављеним радовима, есејистици; о њеном целокупном књижевном делу и његовом месту у српској књижевности.
У првом делу изабраних радова Анице Савећ Ребац налази се избор из поезије. У другом делу су есеји који су распоређени по тематском критеријуму; у првој групи се налазе они који тематизују дух хеленства и његово наслеђе, а другој су есеји о светској, а у трћој групи о српској књижевности. У прву групу спадају Платонска и хришћанска љубав и Љубав у филозофији Спинозиној и Хеленски видици. У другу групу есеја посвећених светској књижевности су огледи о фламанском песнику Емилу Верхарену, потом есеји посвећени немачкој књижевности - о Гетеу, Штефану Георгеу и Томасу Ману, и есеј о енглеском песнику Шелију. Међу огледима на српске теме, издвајају се, уз текстове о Његошу и они о Милици Стојадиновић Српкињи, Лази Костићу и Јовану Дучићу.
У делу књиге о Аници Савић Ревбац налазе се текстови аутора Миодрага Павловића Аница Савић ребац као песник и Наде Павловић-Перишић Аница савић Ребац: место љубави.